# Eric Edward Mockler-Ferryman
Eric Edward Mockler-Ferryman, britanski general, * 1896, † 1978.